# 삼산화 제논
삼산화 제논(Xenon trioxide, 3산화 제논)은 화학식 XeO3을 갖는, +6 산화 상태의 불안정한 제논 화합물이다. 이는 매우 강력한 산화제이며 햇빛에 노출되면 가속되어 물에서 산소를 천천히 방출한다. 유기 물질과 접촉하면 폭발할 위험이 있다. 폭발하면 제논과 산소 가스를 방출한다.

## 물리적 특성
육불화 제논 또는 사불화 제논의 가수분해는 증발을 통해 무색 XeO3 결정을 얻을 수 있는 용액을 생성한다. 결정은 건조한 공기에서 며칠 동안 안정적이지만 습한 공기에서 물을 쉽게 흡수하여 농축된 용액을 형성한다. 결정 구조는 a = 6.163 Å, b = 8.115 Å, c = 5.234 Å, 단위 셀당 4개의 분자로 구성된 사방정계이다. 밀도는 4.55g/cm3이다.

## 안전
XeO3는 매우 주의해서 취급해야 한다. 샘플은 실온에서 방해받지 않았을 때 폭발했다. 건조 결정은 셀룰로오스와 폭발적으로 반응한다.